# 陳理 (成化進士)
陳理（1442年—？），字民彜，應天府溧水縣人，直隸德州衛官籍。明朝政治人物。進士出身。

## 生平
山東鄉試第十八名。成化八年（1472年）壬辰科會試第二百三十名，殿試登進士第三甲第一百零四名。

## 家族
曾祖父陳子雲。祖父陳綬。父亲陳廣。